# Zoltán Kelemen (baryton-basse)
Pour les articles homonymes, voir Kelemen et Zoltán Kelemen.
Dans le nom hongrois Kelemen Zoltán, le nom de famille précède le prénom, mais cet article utilise l’ordre habituel en français Zoltán Kelemen, où le prénom précède le nom.
Zoltán Kelemen est un baryton-basse hongrois, né le 12 mars 1926 à Budapest et mort le 9 mai 1979  à Zurich. 

## Biographie
Zoltán Kelemen est né le 12 mars 1926 à Budapest.
Il commence ses études musicales à l'Académie Franz-Liszt puis quitte la Hongrie pour étudier à l'Académie Sainte-Cécile de Rome auprès de Maria Teresa Pediconi.
À partir de 1959, il s'établit en Allemagne, à Augsbourg, où il fait ses débuts dans le rôle de Kecal dans La Fiancée vendue, puis à Cologne, où il devient membre de la troupe de l'Opéra à compter de 1961.
Kelemen fait ses débuts à Bayreuth en 1962. En 1965, il participe à la première de Die Soldaten de Zimmermann. En 1969, il fait ses débuts londoniens au Sadler's Wells dans le rôle du maire de Der junge Lord d'Henze.
Au tournant des années 1970, Zoltán Kelemen est un des chanteurs fétiches d'Herbert von Karajan, avec qui il enregistre alors Fidelio (Don Pizarro), L'Anneau du Nibelung (Alberich), Boris Godounov (Rangoni), Les Maîtres Chanteurs de Nuremberg (Fritz Kothner), La Veuve joyeuse (Mirko Zeta), etc. Kelemen interpréte également Klingsor dans le Parsifal dirigé par Georg Solti. Au Festival de Bayreuth (notamment sous la direction de Pierre Boulez) et sur les scènes du monde entier, il est le successeur de Gustav Neidlinger dans le rôle d'Alberich, qu'il interprète à partir de 1964 et lui assure une célébrité mondiale,.
Il meurt le 9 mai 1979 à Zurich,.